# Salut Moscou !
Pour plus de détails, voir Fiche technique et Distribution.
Salut Moscou (Здравствуй, Москва!, Zdravstvouï, Moskva!) est un film soviétique réalisé par Sergueï Ioutkevitch, sorti en 1945.

## Synopsis
Lors d'un spectacle d'amateurs, un élève d'une école professionnelle chante une chanson à propos de Moscou, s'accompagnant d'un accordéon russe. Autrefois propriété d'un cadre décédé lors d'une manifestation en 1905, l'outil est passé par de nombreuses mains avant d'arriver aux gars. Le directeur de l’école raconte l’histoire de cet instrument de musique…

## Fiche technique
- Titre : Salut Moscou
- Titre original : Здравствуй, Москва! (Zdravstvouï, Moskva!)
- Réalisation : Sergueï Ioutkevitch
- Scénario : Nikolaï Leonov et Mikhaïl Volpine
- Textes des poésies : V. Chkarovski
- Musique : Anatoli Lepine
- Photographie : Mark Magidson
- Montage : Tatiana Likhachiova
- Société de production : Mosfilm
- Pays de production :  Union soviétique
- Genre : Historique et film musical
- Durée : 86 minutes
- Dates de sortie : 
  - Argentine : 17 octobre 1945
  - URSS : 4 mars 1946

## Distribution
- Nikolaï Leonov : Kolia Leonov
- N. Stravinskaïa : Tania Nikanorova
- Oleg Bobrov : Oleg
- Viktor Selezniov : Fedia
- Boris Bodrov : Boris
- Sergueï Ild : Sergueï
- Leonid Pirogov : le grand-père Nikanor Ivanovitch Nikanorov
- Ivan Lioubeznov : le directeur de l'école
- Alexandre Chirchov : directeur adjoint
- Sergueï Filippov : Brykine l'accordéoniste
- Stepan Kaïoukov : délégué d'usine
- Pavel Kadotchnikov : Constantin Zlatogorov, ouvrier du dépôt de locomotives
- Gueorgui Vitsine :cheminot à la gare Dolsk
- Boris Tenine : écrivain

## Distinctions
Le film a été présenté en sélection officielle en compétition au Festival de Cannes 1946.